# The Trouble with Bliss
Pour plus de détails, voir Fiche technique et Distribution.
The Trouble with Bliss (anciennement East Fifth Bliss) est un film américain sorti le 23 mars 2012 aux États-Unis.

## Synopsis
Un trentenaire voit sa vie vaciller à cause de sa liaison avec la fille d'un ami d'enfance âgée de 18 ans.

## Fiche technique
- Titre : The Trouble with Bliss
- Réalisation : Michael Knowles
- Scénario : Michael Knowles et Douglas Light d'après son roman
- Pays d'origine : États-Unis
- Genre : comédie dramatique
- Date de sortie : 23 mars 2012

## Distribution
- Michael C. Hall : Morris
- Lucy Liu : Andrea
- Brie Larson : Stephanie
- Brad William Henke : Steven/Hache
- Rhea Perlman : Maria
- Sarah Shahi : Hattie Skunk / Hattie Rockworth
- Peter Fonda : Seymour Bliss
- Chris Messina : NJ
- Christian Campbell : Walter Kontts